# Dicranophragma (Brachylimnophila) adjunctum
Dicranophragma (Brachylimnophila) adjunctum is een tweevleugelige uit de familie steltmuggen (Limoniidae). De soort komt voor in het Palearctisch gebied.